# Phtheochroa rugosana
Phtheochroa rugosana es una polilla pequeña de la familia Tortricidae.

## Distribución geográfica
Se encuentra en Europa occidental (Península ibérica, Francia e islas británicas) al este de Benelux, Suiza e Italia, y más allá a través de los Balcanes y Hungría hasta Asia Menior y Armenia. También ocurre en el Magreb (posiblemente excluyendo Túnez) y en las islas Canarias. 

## Descripción
La envergadura es de 18–23 mm. Los adultos vuelan de mayo a julio. Hay una generación por año.

## Alimentación
Las orugas se alimentan de brionias rojas (Bryonia dioica) y probablemente también de pepinillos (Ecballium elaterium). De manera más inusual, se ha registrado que comen madera podrida.

## Sinónimos
Los nombres científicos obsoletos de esta especie son:
- Tortrix rugosana Hübner, [1799]
- Commophila rugosana (Hübner, [1799])
- Phalaena v-albana Donovan, 1806
- Phalonia albana Perrera, 1913